# Antiblemma melanea
Antiblemma melanea là một loài bướm đêm trong họ Erebidae.